# Пам'ятник Миколі Тарногородському

Пам'ятник М. П. Тарногородському (1979—2014)

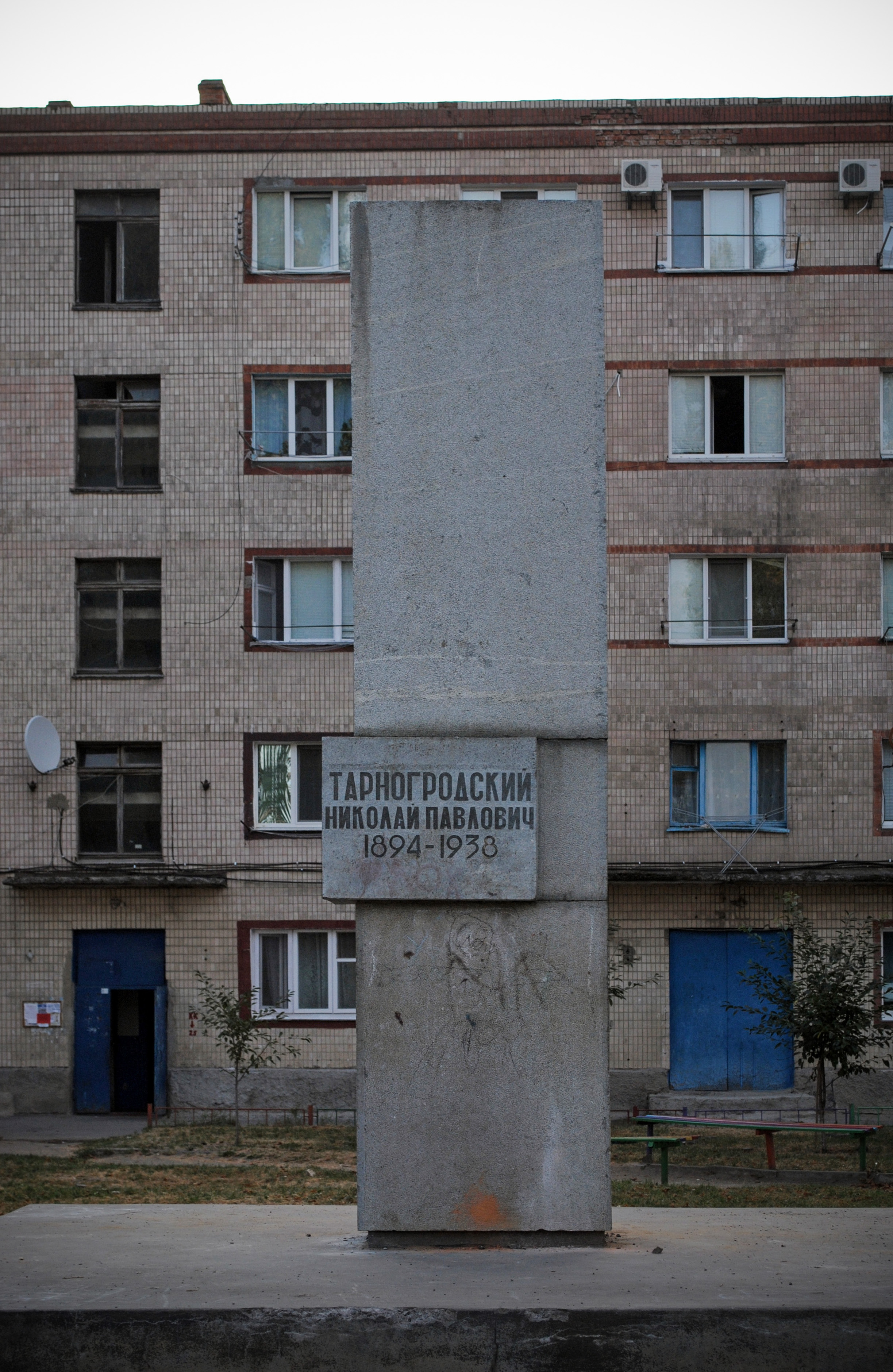
Постамент пам'ятника (2014—2025)

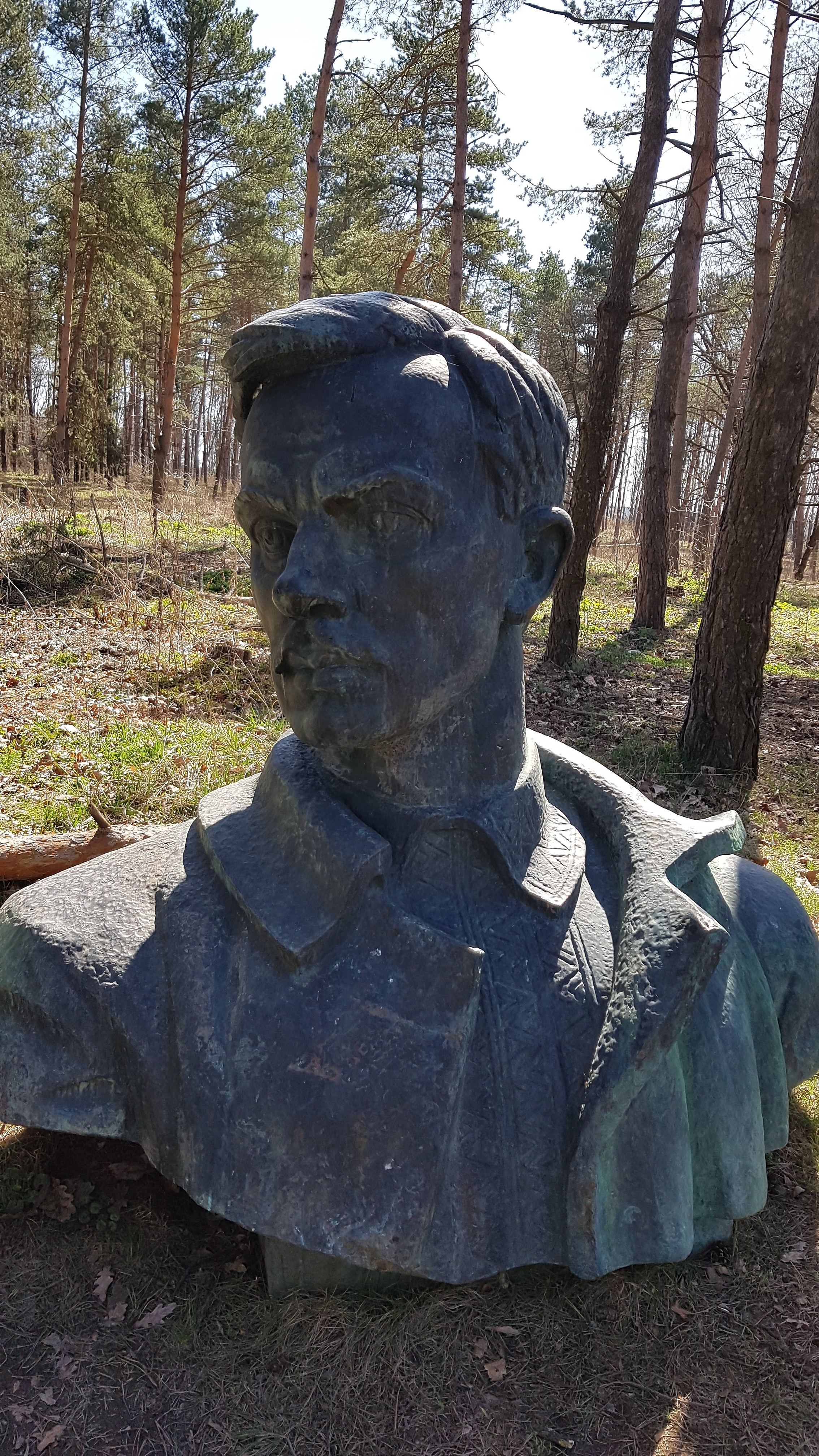
У 2018 році

Пам'ятник М. П. Тарногородському — колишній пам'ятник-погруддя з бронзи та граніту голови Подільського губвиконкому Тарногородського Миколи Павловича

## Історія
Бронзове погруддя встановлене в 1979 році. Автор — скульптор Анатолій Непорожній, архітертор — І. Лапько. Погруддя знаходилося у Вінниці на перехресті вулиць Київської та Зулінського (колишньої Тарногородського).

Повалене близько шостої години вечора 23 лютого 2014 року. Невідомі, не приховуючись від міліції, знесли погруддя Миколи Тарногородського..
— «Невідомі прийшли та почали трощити пам'ятник. ДАІшники стояли поряд та спостерігали за тим, що відбувалося; Потім приїхала міліція та почала все з'ясовувати. Навіщо було трощити пам'ятник?»
Погруддя передано до Історико-меморіального комплексу («ставка Вервольф»).
На території біля перехрестя вулиць Київської та Зулінського залишився лише чотириметровий постамент, який обіцяли «незабаром демонтувати», але цього не було зроблено аж до 2025.